# Boštjan Nachbar
Boštjan Nachbar (Slovenj Gradec, 3. srpnja 1980.) slovenski je profesionalni košarkaš. Igra na poziciji niskog krila.

## Karijera
Nachbar je profesionalnu karijeru započeo u slovenskoj Olimpiji iz Ljubljane. S Olimpijom je igrao u najjačem klupskom natjecanju Euroligi te je prosječno po utakmici ubacivao 7 koševa i hvatao 2 lopte. Nakon tri godine napustio je klub, a potpisavši za talijanski Benetton iz Trevisa postao je najmlađim igračem koji je zaigrao u Serie A. U dresu Benettona u Euroligi prosječno po utakmici ubacivao 4 koša i hvatao dvije lopte. Sljedeće sezone pomogao je Benettonu stići do polufinala Eurolige, te je značajno popravio svoju statistiku na prosječnih 13 koševa i 4 skoka. U utakmici sezone protiv Idea Slask Wroclawa ubacio je 28 koševa, od čega zabivši 6 trica. Iste godine s Benettonom je osvojio talijanski Superkup.
Izabran je kao 15. izbor NBA drafta 2002. od strane Houston Rocketsa. U Rocketsima je proveo tri sezone, ali za mizernu minutažu. Prije odlaska u New Jersey Netse gdje je proveo posljednje tri sezone, Nacbar je kratko igrao u New Orleans Hornetsima. Posljednje je sezone u dresu Netsa postizao najviše u NBA karijeri: 9.8 koševa uz 3.5 skokova po utakmici. U NBA ligi je imao prosjek od 7.1 koša te 2.6 skokova u odigranih 17.8 minuta po utakmici. 
22. srpnja 2008. potpisao je trogodišnji ugovor s moskovskim Dinamom za iznos od 18 milijuna eura. S godišnjom plaćom od šest milijuna eura netto postao je uvjerljivo najplaćeniji europski košarkaš ispred Šarūnasa Jasikevičiusa iz Panathinaikosa, koji je za dvije godine u Ateni dobio sedam milijuna eura. Nachbar je u Netsima godišnje zarađivao šest puta manje: samo milijun eura. Ugovor s Dinamom jamčio mu da se u Ameriku može vratiti nakon dvije odrađene godine.
Nachbar je u dresu moskovskog kluba imao statistiku od 16.1 koša, 4.8 skokova te 2.2 asistencije po utakmici. Ovakva statistika bila mu je dovoljna da bude izabran u najbolju petorku Eurocupa. Nachbar je na kraju sezone napustio Dinamo zbog financijskih problema jer se klub početkom sezone razbacivao novcem dovođenjem skupih pojačanja. 15. srpnja 2009. potpisao je s Efes Pilsenom dvogodišnji ugovor s mogućnošću da već nakon jedne sezone provedene u Istanbulu može napustiti klub ako dođe dobra ponuda.

## NBA statistika

### Regularni dio
| Godina    | Klub             | Odig. uta. | Uta. poč. | Min. | 2P%  | 3P%  | Sl. bac.% | Skok. | Asist. | Ukr. lop. | Blok. | Poena |
| --------- | ---------------- | ---------- | --------- | ---- | ---- | ---- | --------- | ----- | ------ | --------- | ----- | ----- |
| 2002./03. | Houston          | 14         | 1         | 5.5  | .355 | .200 | .500      | .8    | .2     | .1        | .1    | 2.1   |
| 2003./04. | Houston          | 45         | 3         | 11.5 | .356 | .365 | .724      | 1.6   | .7     | .3        | .3    | 3.1   |
| 2004./05. | Houston          | 16         | 2         | 12.8 | .349 | .476 | .750      | 1.9   | .6     | .1        | .0    | 3.1   |
| 2004./05. | New Orleans      | 55         | 4         | 20.7 | .397 | .371 | .838      | 2.8   | 1.2    | .5        | .3    | 8.1   |
| 2005./06. | NO/Oklahoma City | 25         | 13        | 16.2 | .339 | .298 | .694      | 2.0   | .9     | .5        | .2    | 5.0   |
| 2005./06. | New Jersey       | 11         | 0         | 8.8  | .375 | .143 | .625      | 1.0   | .5     | .3        | .0    | 2.8   |
| 2006./07. | New Jersey       | 76         | 1         | 20.2 | .457 | .423 | .805      | 3.3   | .8     | .4        | .3    | 9.2   |
| 2007./08. | New Jersey       | 75         | 1         | 22.1 | .402 | .359 | .786      | 3.5   | 1.2    | .6        | .3    | 9.8   |
| Ukupno    |                  | 317        | 25        | 17.8 | .406 | .375 | .784      | 2.6   | .9     | .4        | .2    | 7.1   |

### Doigravanje
| Godina    | Klub       | Odig. uta. | Uta. poč. | Min. | 2P%  | 3P%  | Sl. bac.% | Skok. | Asist. | Ukr. lop. | Blok. | Poena |
| --------- | ---------- | ---------- | --------- | ---- | ---- | ---- | --------- | ----- | ------ | --------- | ----- | ----- |
| 2003./04. | Houston    | 5          | 0         | 8.2  | .444 | .333 | 1.000     | 1.2   | .4     | .2        | .0    | 2.8   |
| 2005./06. | New Jersey | 1          | 0         | 1.0  | .000 | .000 | .000      | .0    | .0     | .0        | .0    | .0    |
| 2006./07. | New Jersey | 12         | 0         | 23.4 | .421 | .375 | .955      | 2.9   | 1.5    | .6        | .1    | 9.9   |
| Ukupno    |            | 18         | 0         | 17.9 | .423 | .373 | .963      | 2.3   | 1.1    | .4        | .1    | 7.4   |

## Vanjske poveznice
- Profil na NBA.com
- Profil na Eurocup.com
- Profil  Arhivirana inačica izvorne stranice od 19. listopada 2013. (Wayback Machine) na Basketpedya.com